# Gynerium sagittatum
Gynerium sagittatum (Aubl) P.Beauv., 1812 è una pianta angiosperma monocotiledone appartenente alla famiglia Poaceae (o Graminacee). È l'unica specie del genere Gynerium Willd. ex P.Beauv., 1812 e della tribù Gynerieae Sánchez-Ken & L.G. Clark, 2001.

## Etimologia
Il nome generico (Gynerium) deriva da due parole greche: "gyne" (= femmina) e "erion" (= lana) e fa riferimento alle glume dell'infiorescenza dei fiori femminili che sono provvisti di lunghi peli lanosi. L'epiteto specifico (sagittatum) significa "freccia" e fa riferimento alle infiorescenze di questa pianta in quanto assomigliano alle teste di una freccia.
Il nome scientifico della specie è stato definito dal farmacista, botanico ed esploratore francese Jean Baptiste Christophore Fusée Aublet (Salon-de-Provence, 4 novembre 1720 – Parigi, 6 maggio 1778) e dal naturalista e botanico francese Ambroise Marie François Joseph Palisot de Beauvois (Arras, 27 luglio 1752 – Parigi, 21 gennaio 1820). Il nome scientifico del genere è stato definito dal botanico, farmacista e micologo tedesco Carl Ludwig Willdenow (Berlino, 22 agosto 1765 – Berlino, 10 luglio 1812) e successivamente dal naturalista e botanico francese Ambroise Marie François Joseph Palisot de Beauvois (Arras, 27 luglio 1752 – Parigi, 21 gennaio 1820) nella pubblicazione "Essai d'une Nouvelle Agrostographie; ou Nouveaux Genres des Graminées; Avec Figures Représentant les Caractéres de tous le Genres. Imprimerie de Fain. Paris" (Ess. Agrostogr.: 138 - 1812) del 1812. Il nome scientifico della tribù è stato definito dai botanici contemporanei J. Gabriel Sánchez-Ken e Lynn G. Clark nella pubblicazione "New Neotropical tribe of grasses (Poaceae)" (Novon 11 (3) :350-352) del 2001

## Descrizione

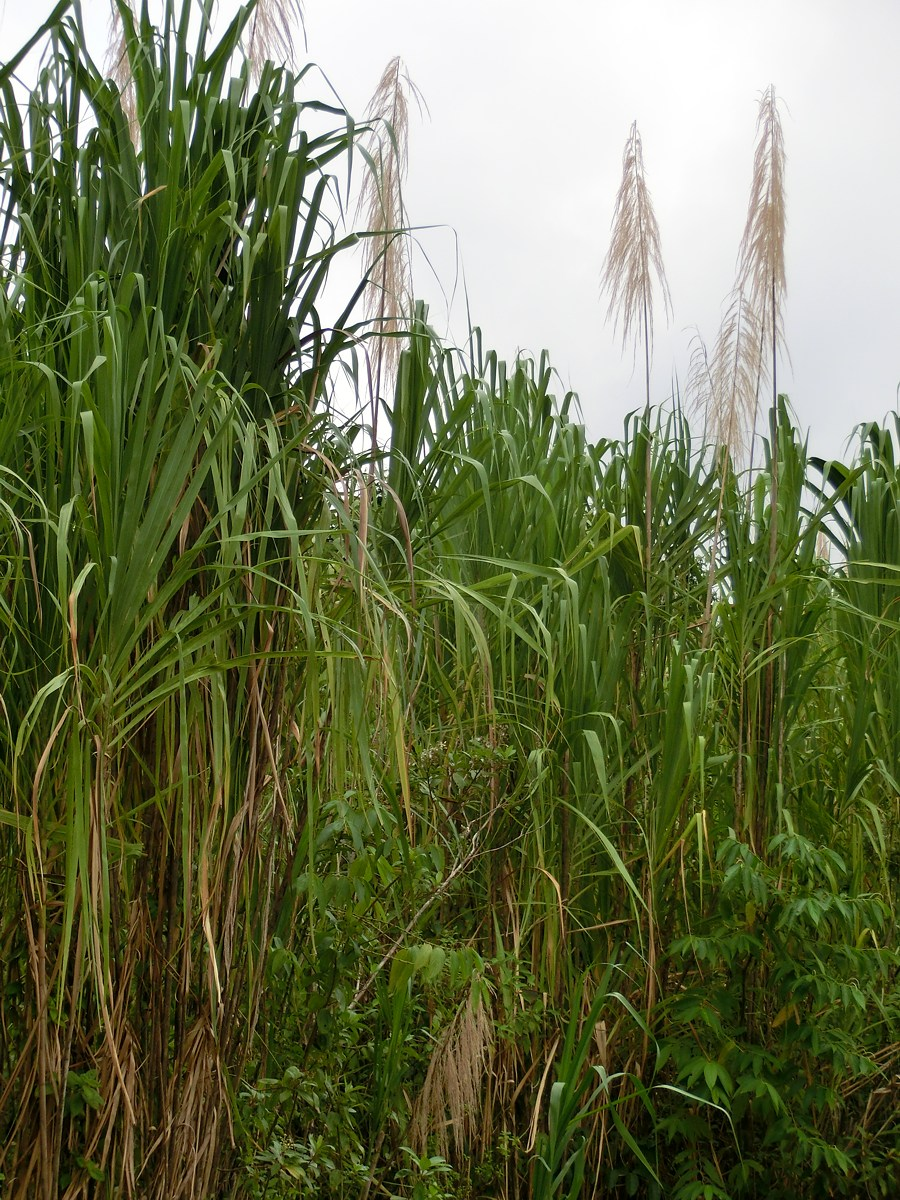
Il portamento

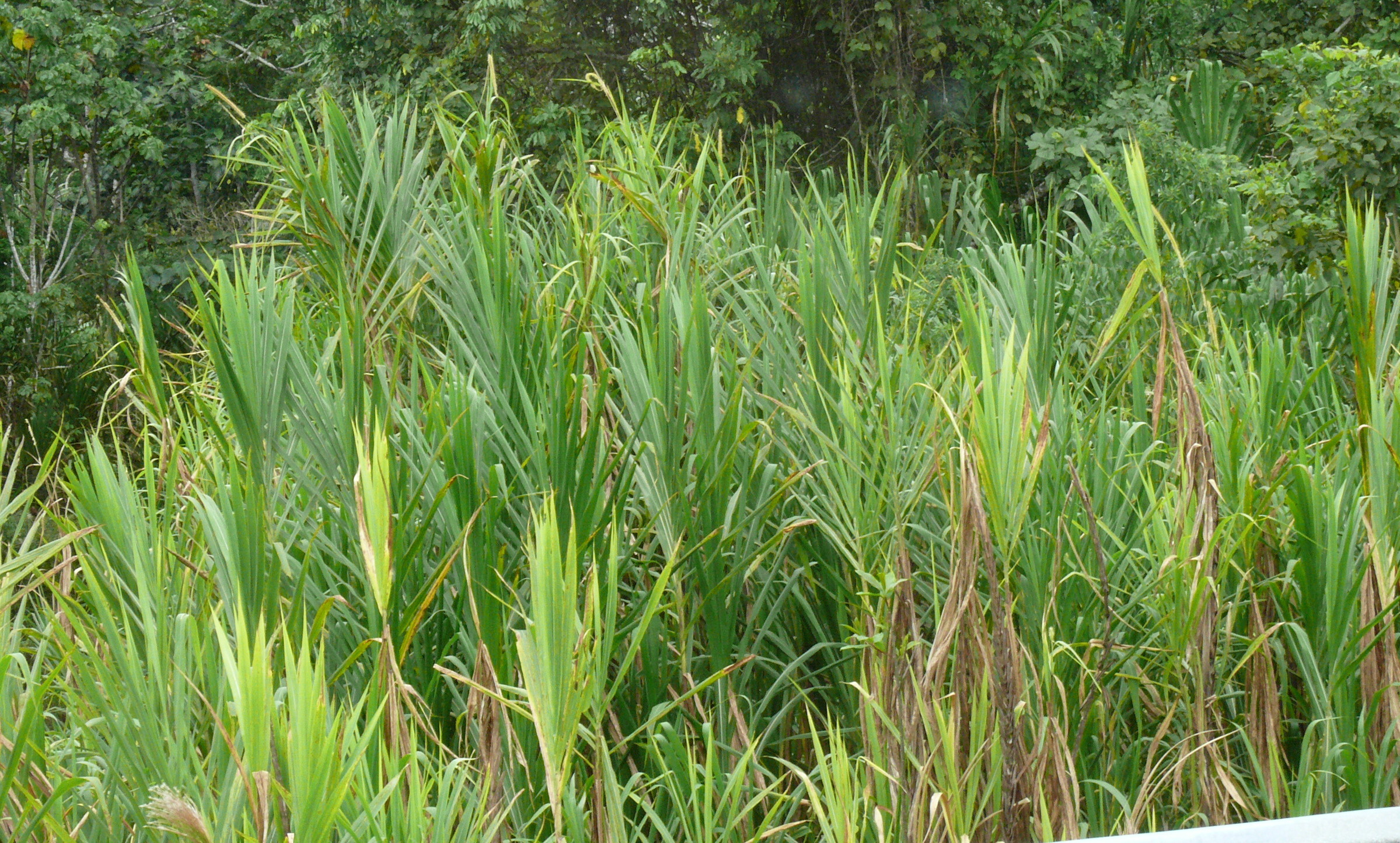
Le foglie

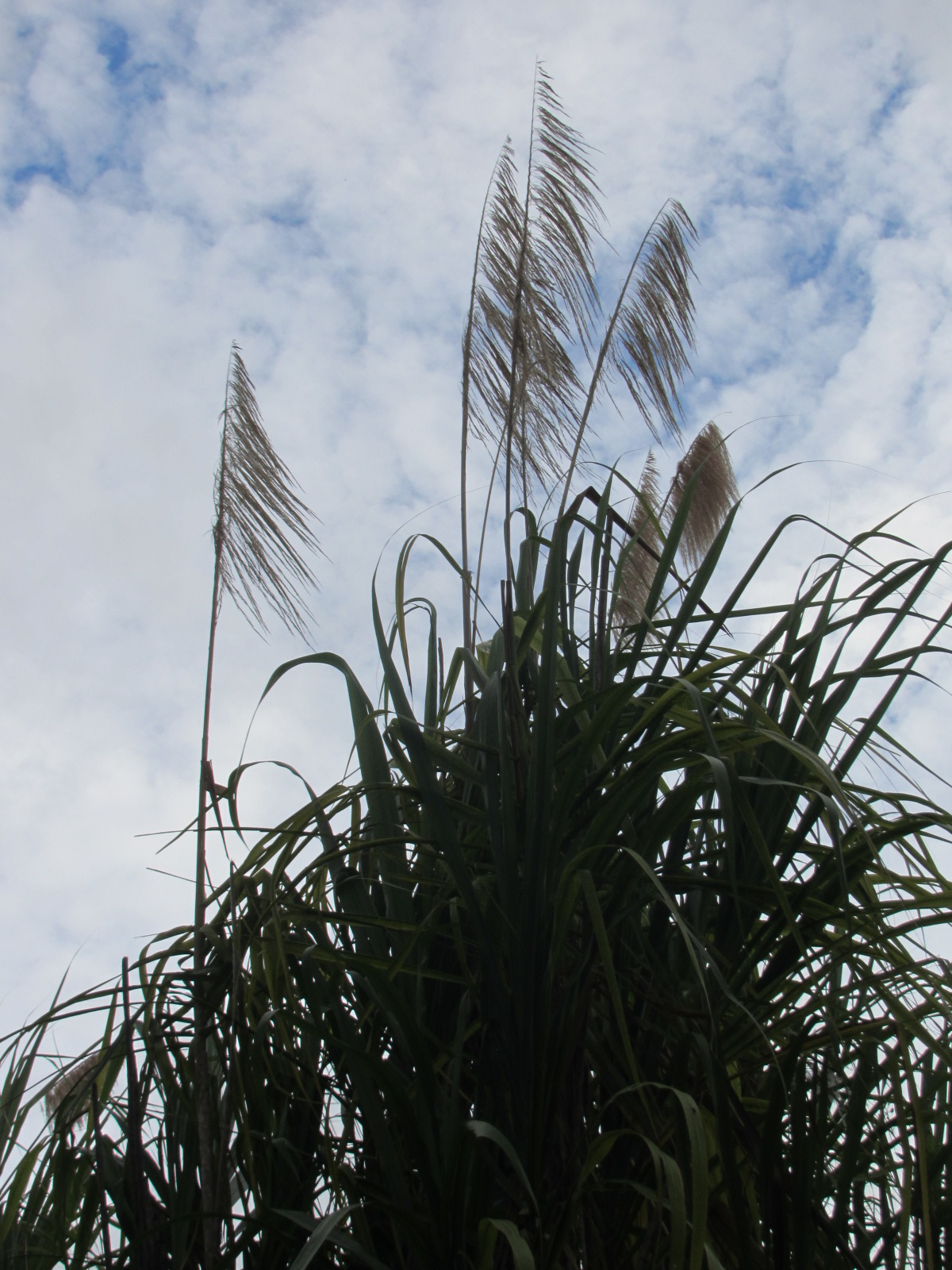
Infiorescenza

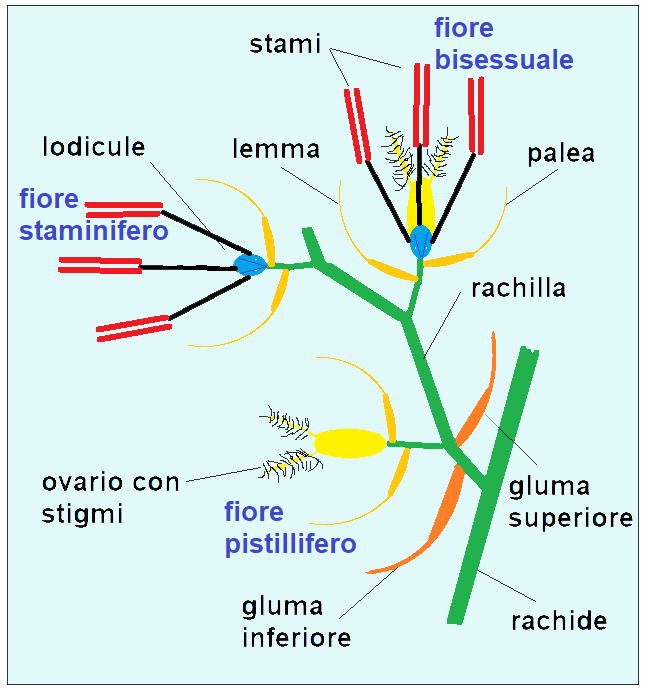
Spighetta generica con tre fiori diversi

### Portamento
Il portamento di questa specie è rizomatoso con cicli biologici perenni. I culmi, solidi, sono simili a canne e possono essere alti fino a 10 metri. Le piante di questo genere sono dioiche.

### Foglie
Le foglie lungo il culmo sono disposte in modo alterno, sono distiche e si originano dai vari nodi. Sono composte da una guaina, una ligula e una lamina. Le venature sono parallelinervie. Possono essere presenti dei pseudopiccioli.
- Guaina: la guaina è abbracciante il fusto.
- Ligula: le ligule sono membranosa; la membrana è sfrangiata oppure termina con una linea di peli. Le ligule abassiali possono essere assenti.
- Lamina: la lamina ha delle forme generalmente lineari e consistenza coriacea. Le lamine si disarticolano dalle guaine.

### Fiori
- Infiorescenza principale (sinfiorescenza o semplicemente spiga): le infiorescenze, ascellari e terminali, in genere sono molto ramificate (o con rami primari non ramificati, o rami primari ramificati formanti rami di ordine superiore) e sono formate da alcune spighette ed hanno la forma di una pannocchia.
- Infiorescenza secondaria (o spighetta): le spighette sottese da due brattee distiche e strettamente sovrapposte chiamate glume (inferiore e superiore), sono formate da uno o più fiori. Alla base di ogni fiore sono presenti due brattee: la palea e il lemma.  Le spighette si distinguono in pistillate (femminili) e staminate (maschili) e sono posizionate su piante distinte. Quelle pistillate sono compresse lateralmente e contengono due fiori; i lemmi sono piumosi; la disarticolazione avviene con la rottura della rachilla sopra le glume. Quelle staminate hanno 2 - 4 fiori; sono glabre o scarsamente pubescenti; le glume e i lemmi sono ridotti; la disarticolazione avviene sotto il fiore più distale.
- Glume: le glume, decidue, sono membranose senza carene; sono più lunghe dei fiori; la forma è lineare con apice ricurvo; la glume inferiore in genere è lunga metà o meno di quella superiore; sulla superficie sono presenti alcune venature longitudinali.
- Palea: la palea, eventualmente carenata (o bicarenata), è membranosa; è lunga un quarto della lunghezza del lemma corrispondente; sulla superficie sono presenti due venature longitudinali.
- Lemma: il lemma è membranoso senza carena; la forma è ellittica; sulla superficie sono presenti tre venature longitudinali e della peluria piumosa.

I fiori fertili sono attinomorfi formati da 3 verticilli: perianzio ridotto, androceo  e gineceo.
- Formula fiorale:[6]

*, P 2, A (1-)3(-6), G (2–3) supero, cariosside.
- Il perianzio è ridotto e formato da due lodicule, delle squame traslucide, poco visibili (forse relitto di un verticillo di 3 sepali). Le lodicule hanno una consistenza carnosa.
- L'androceo è composto da 2 stami ognuno con un breve filamento libero, una antera sagittata e due teche. Le antere sono basifisse con deiscenza laterale. Il polline è monoporato.
- Il gineceo è composto da 3-(2) carpelli connati formanti un ovario supero. L'ovario, glabro, ha un solo loculo con un solo ovulo subapicale (o quasi basale). L'ovulo è anfitropo e semianatropo e tenuinucellato o crassinucellato. Lo stilo, breve, è unico con due stigmi in genere piumosi.

### Frutti
I frutti sono del tipo cariosside, ossia sono dei piccoli chicchi indeiscenti, con forme ovoidali, nei quali il pericarpo è formato da una sottile parete che circonda il singolo seme. In particolare il pericarpo è fuso al seme ed è aderente. L'endocarpo non è indurito e l'ilo è puntiforme. L'embrione è provvisto quasi sempre di epiblasto ha un solo cotiledone (allungato) altamente modificato (scutello con fessura) in posizione laterale. I margini embrionali della foglia si sovrappongono.

## Biologia
Come gran parte delle Poaceae, le specie di questo genere si riproducono per impollinazione anemogama. Gli stigmi più o meno piumosi sono una caratteristica importante per catturare meglio il polline aereo. La dispersione dei semi avviene inizialmente a opera del vento (dispersione anemocora) e una volta giunti a terra grazie all'azione di insetti come le formiche (mirmecoria).

## Distribuzione e habitat
Le specie di questo gruppo sono presenti nell'America centrale e meridionale e nelle Indie occidentali.

## Tassonomia
La famiglia delle Poacee comprende circa 800 generi e oltre 9.000 specie. È una delle famiglie più numerose e più importanti del gruppo delle monocotiledoni. La famiglia è suddivisa in 12 sottofamiglie, la tribù Gynerieae fa parte della sottofamiglia Panicoideae.

### Filogenesi
All'interno della famiglia Poaceae la sottofamiglia Panicoideae appartiene al clade "PACMAD" (formato dalle sottofamiglie Aristidoideae, Arundinoideae, Micrairoideae, Danthonioideae, Chloridoideae e Panicoideae). Questo clade con il clade BEP (formato dalle sottofamiglie Ehrhartoideae, Bambusoideae e Pooideae) forma un "gruppo fratello" (il clade BEP a volte è chiamato clade "BOP" in quanto la sottofamiglia Ehrhartoideae a volte è chiamata Oryzoideae). La sottofamiglia di questa voce, nell'ambito del clade "PACMAD", a parte la sottofamiglia Aristidoideae in posizione "basale", forma un "gruppo fratello" con il resto delle sottofamiglie del clade.
Il clade "PACMAD" è un gruppo fortemente supportato fin dalle prime analisi filogenetiche di tipo molecolare. Questo gruppo non ha evidenti sinapomorfie morfologiche con l'unica eccezione dell'internodo mesocotiledone allungato dell'embrione. Questo clade inoltre è caratterizzato, nella maggior parte delle piante, dal ciclo fotosintetico di tipo C4 (ma anche a volte tipo C3).
La tribù Gynerieae fa parte del secondo gruppo di tribù che si sono differenziate nell'ambito della sottofamiglia e di questo gruppo occupa una posizione "basale". Nelle specie di questa tribù il ciclo fotosintetico è del tipo C3).
Per questo genere sono state evidenziate le seguenti sinapomorfia: le piante sono diodiche; le lamine fogliari si disarticolano dalle guaine; nelle spighette pistillate i lemmi sono piumosi; gli stami sono 2.
Il numero cromosomico di questa specie è: 2n = 44.

### Varietà
Per questa specie sono indicate tre varietà:
- Gynerium sagittatum var. glabrum Renvoize & Kalliola, 1994 - Distribuzione: Bolivia e Indie Occidentali
- Gynerium sagittatum var. sagittatum (è la stirpe più comune).
- Gynerium sagittatum var. subandinum  Renvoize & Kalliola, 1944  - Distribuzione: Bolivia

### Sinonimi
L'elenco seguente indica alcuni tra i sinonimi più frequenti:
- Arundo sagittata (Aubl.) Pers.
- Saccharum sagittatum Aubl.
- Aira gigantea  Steud.
- Arundo fastuosa  Willd. ex Steud.
- Arundo rugii  Molina
- Arundo saccharoides (Humb. & Bonpl.) Poir.
- Cynodon gynerium  Raspail
- Gynerium parviflorum  Nees
- Gynerium procerum  P.Beauv.
- Gynerium saccharoides  Humb. & Bonpl.